# Ни, Алексей Геннадьевич
Алексей Геннадьевич Ни — казахстанский тренер по тяжелой атлетике, заслуженный тренер Республики Казахстан (1994). Главный тренер сборной Казахстана по тяжёлой атлетике с 1994 по 2016 годы.

## Карьера
Мастер спорта СССР. В 1983 году окончил Джамбулский гидромелиоративно-строительный институт по специальности «инженер-гидротехник».
В 1983 году окончил тренерский факультет Казахского государственного института физической культуры.
В 1984 году — тренер по тяжелой атлетике ДЮСШ города Джамбул.
В 1986 году — тренер по тяжелой атлетике ДСО «Буревестник» города Алма-Ата.
В 1988 году — тренер по тяжелой атлетике СКА-12 г. Алма-Ата.
В 1990 году — старший тренер юношеской команды Республики Казахстан по тяжелой атлетике.
С 1994 года — главный тренер сборной Казахстана по тяжёлой атлетике.

## Награды и звания
Воинское звание — старший лейтенант запаса.
За успехи в тренерской работе награждён двумя орденами: «Барыс» I степени и Курмет.
Почётный гражданин Алматинской области (2012).